# Robert Citerne
Pour les articles homonymes, voir Citerne (homonymie).
Robert Citerne (né le 10 février 1961 à Paris) est un escrimeur handisport français pratiquant principalement l'épée. En 45 ans de carrière, il s’est forgé un des palmarès les plus importants de l'escrime handisport avec 11 médailles paralympiques dont une médaille d'or en individuel aux Jeux paralympiques de Séoul en 1988. 28 ans plus tard, en 2016, il renoue avec l'or lors de Jeux paralympiques de Rio.

## Biographie
Robert Citerne commence l'escrime en 1980 au CSINI Paris. Il pratique d'abord l'épée et le fleuret. En 2002, il rejoint le Levallois Sporting Club, puis deux ans plus tard, il abandonne le fleuret pour se consacrer à l'épée et au sabre. Son maître d'arme est Jean-Yves Huet tant en club qu'au niveau national. Il est depuis 2009, le capitaine de l'équipe de France handisport. 
En dehors de l'escrime, il travaille plus de 260 jours par an au sein du Levallois Sporting Club en tant que responsable du parc informatique puis directeur sportif et événementiel. 
Depuis 2007, il est aussi conseiller municipal délégué au handicap à La Garenne-Colombes.

## Distinctions
- Officier de l'ordre national du Mérite (2004)
- Médaille de la jeunesse, des sports et de l'engagement associatif, or (2004)
- Officier de la Légion d'honneur en 2016[4] (chevalier du 23 novembre 2000)

## Palmarès

### A l'épée
- Jeux paralympiques
  -  Médaille d'or en individuel aux Jeux paralympiques d'été de 1988 à Séoul
  -  Médaille d'or par équipes aux Jeux paralympiques d'été de 1992 à Barcelone
  -  Médaille d'or par équipes aux Jeux paralympiques d'été de 2000 à Sydney
  -  Médaille d'or par équipes aux Jeux paralympiques d'été de 2004 à Athènes
  -  Médaille d'or par équipes aux Jeux paralympiques d'été de 2016 à Rio de Janeiro
  -  Médaille d'argent par équipes aux Jeux paralympiques d'été de 1988 à Séoul
  -  Médaille de bronze par équipes aux Jeux paralympiques d'été de 1996 à Atlanta

- Championnats du monde
  -  Médaille d'or en individuel aux championnats du monde 1994 à Hong Kong
  -  Médaille d'or par équipes aux championnats du monde de 1994 à Hong Kong
  -  Médaille d'or en individuel aux championnats du monde 2006 à Turin
  -  Médaille d'or par équipes aux championnats du monde 2010 à Paris
  -  Médaille d'or par équipes aux Championnats du monde 2015 à Eger
  -  Médaille d'argent par équipes aux championnats du monde 1998 à Euskirchen
  -  Médaille d'argent par équipes aux championnats du monde 1998 à Euskirchen
  -  Médaille d'argent par équipes aux championnats du monde 2011 à Catane
  -  Médaille de bronze en individuel aux championnats du monde 1998 à Euskirchen

- Championnats d'Europe
  -  Médaille d'or par équipes aux championnats d'Europe 1981 de Brême
  -  Médaille d'or par équipes aux championnats d'Europe 1997 à Paris
  -  Médaille d'or par équipes aux championnats d'Europe 1999 à Varsovie
  -  Médaille d'or par équipes aux championnats d'Europe 2005 à Madrid
  -  Médaille d'or en individuel aux championnats d'Europe 2005 à Madrid
  -  Médaille d'or par équipes aux championnats d'Europe 2007 à Varsovie
  -  Médaille d'or par équipes aux championnats d'Europe 2009 à Varsovie
  -  Médaille d'or par équipes aux championnats d'Europe 2011 à Sheffield
  -  Médaille d'argent en individuel aux championnats d'Europe 2003 à Paris
  -  Médaille d'argent par équipes aux championnats d'Europe 2003 à Paris
  -  Médaille d'argent en individuel aux championnats d'Europe 2007 à Varsovie
  -  Médaille de bronze en individuel aux championnats d'Europe 1997 à Paris
- Championnats de France
  -  Médaille d'or en individuel aux championnats de France 1987 à Villeneuve d'Ascq
  -  Médaille d'or en individuel aux championnats de France 1990 à Hyères
  -  Médaille d'or en individuel aux championnats de France 1991 à Rennes
  -  Médaille d'or en individuel aux championnats de France 1992 à Auch
  -  Médaille d'or en individuel aux championnats de France 1995 à Béziers
  -  Médaille d'or en individuel aux championnats de France 1997 à Aurillac
  -  Médaille d'or en individuel aux championnats de France 1999 à Tassin La demi Lune
  -  Médaille d'or en individuel aux championnats de France 2000 à Le Mans
  -  Médaille d'or en individuel aux championnats de France 2001 à Vichy
  -  Médaille d'or en individuel aux championnats de France 2002 à Avignon
  -  Médaille d'or en individuel aux championnats de France 2004 à Saint-Gratien
  -  Médaille d'or en individuel aux championnats de France 2012 à Nantes

### Au fleuret
- Jeux paralympiques
  -  Médaille d'or par équipes aux Jeux paralympiques de 1988 à Séoul
  -  Médaille d'argent par équipes aux Jeux paralympiques de 1996 à Atlanta
  -  Médaille de bronze en individuel aux Jeux paralympiques de 1992 à Barcelone
  -  Médaille de bronze en individuel aux Jeux paralympiques de 2000 à Sydney

- Championnats du monde
  -  Médaille de bronze en individuel aux championnats du monde 1998 à Euskirchen

- Championnats d'Europe
  -  Médaille d'or par équipes aux championnats d'Europe 1999 à Varsovie
  -  Médaille d'argent par équipes aux championnats d'Europe 1981 à Brême
  -  Médaille d'argent en individuel aux championnats d'Europe 1995 à Black Pool
  -  Médaille d'argent par équipes aux championnats d'Europe 1995 à Black Pool
  -  Médaille d'argent en individuel aux championnats d'Europe 1997 à Paris
  -  Médaille d'argent en individuel aux championnats d'Europe 2003 à Paris
  -  Médaille d'argent par équipes aux championnats d'Europe 2003 à Paris
  -  Médaille de bronze par équipes aux championnats d'Europe 1997 à Paris
- Championnats de France
  -  Médaille d'or en individuel aux championnats de France 1981 à Saint Hilaire du Touvet
  -  Médaille d'or en individuel aux championnats de France 1991 à Rennes
  -  Médaille d'or en individuel aux championnats de France 1998 à Grasse

### Au sabre
- Championnats du monde
  -  Médaille d'or par équipes aux championnats du monde 2006 à Turin

- Championnats d'Europe
  -  Médaille d'or par équipes aux championnats d'Europe 2007 à Varsovie
  -  Médaille d'or par équipes aux championnats d'Europe 2009 à Varsovie
  -  Médaille d'or par équipes aux championnats d'Europe 2011 à Sheffield
  -  Médaille d'argent en individuel aux championnats d'Europe 2005 à Madrid
  -  Médaille d'argent par équipes aux championnats d'Europe 2005 à Madrid
  -  Médaille d'argent en individuel aux championnats d'Europe 2007 à Varsovie
  -  Médaille de bronze en individuel aux championnats d'Europe 2009 à Varsovie
- Championnats de France
  -  Médaille d'or en individuel aux championnats de France 2011 à Joinville en Wallage